# Isländische Badmintonmeisterschaft 1974
Die Isländische Badmintonmeisterschaft 1974 fand vom 4. bis zum 5. Mai 1974 in der Laugardalshöll in Reykjavík statt. Es war die 26. Auflage der nationalen Titelkämpfe von Island im Badminton.

## Finalresultate
| Disziplin    | Sieger                                      | Finalist                               | Ergebnis   |
| ------------ | ------------------------------------------- | -------------------------------------- | ---------- |
| Herreneinzel | Haraldur Kornelíusson                       | Sigurð Haraldsson                      | 15-0, 15-0 |
| Dameneinzel  | Lovísa Sigurðardóttir                       |                                        |            |
| Herrendoppel | Haraldur Kornelíusson Steinar Petersen      | Garðar Alfonsson Sigurð Haraldsson     | 15-5, 15-8 |
| Damendoppel  | Hanna Lára Palsdóttir Lovísa Sigurðardóttir |                                        |            |
| Mixed        | Haraldur Kornelíusson Hanna Lára Palsdóttir | Steinar Petersen Lovísa Sigurðardóttir |            |